# 南洋大學 (南京)
本條目指的是南京的南洋大學，有關其它地方的南洋大學，請參見南洋大學。
南洋大學是由兩江師範學堂同學會在1912年復校活動中設立的大學。
清末兩江師範學堂因辛亥革命於1911年12月解散，學堂中國教職員、日本教習和五百餘未畢業的學生也都星散。兩江師範學堂同學會的要務，則是謀求學堂的復建。兩江師範師生曾多次發起復校運動。1912年6月，兩江師範同學會商議改兩江師範為“南洋大學”，並于當年招生，但因諸多原因未能開學。後又有改設“南洋優級師範學堂”並推舉張謇為校長之議，但未實行。1914年8月30日，江蘇巡按使韓國鈞接受地方及學界名流的建議，咨請教育部“改兩江優級師範為南京高等師範學校”，成立了南京高師。1920年，南京高師“擬就南京高等師範學校校址及南洋勸業會舊址，建設南京大學，以宏造就”；1921年高師改大，定名“國立東南大學”；1928年更名國立中央大學；1949年更名國立南京大學。